# لینا خمیس
لینا خمیس (انگلیسی: Leena Khamis؛ زادهٔ ۱۹ ژوئن ۱۹۸۶) بازیکن فوتبال اهل استرالیا است.

وی همچنین در تیم‌های ملی فوتبال Australia women's national under-20 soccer team و زنان استرالیا بازی کرده‌است.